# Zehnkampf - Festival des politischen Liedes 1970-1980
Zehnkampf - Festival Des Politischen Liedes 1970-1980 es un álbum recopilatorio de varios intérpretes de diversas nacionalidades, que reúne canciones grabadas en directo entre 1970 y 1980, durante las diez primeras realizaciones del Festival de la canción política (en alemán: Festival des politischen Liedes) organizado por la Juventud Libre Alemana (FDJ) en el este de Berlín, en la época de la República Democrática Alemana.
El Lado A del primer disco incluye ocho canciones, de las cuales siete tocadas por intérpretes de habla hispana: los chilenos Inti-Illimani, Quilapayún, Isabel y Ángel Parra, el uruguayo Daniel Viglietti, los cubanos Silvio Rodríguez y Manguaré, el nicaragüense Carlos Mejía Godoy.
La palabra «Zehnkampf» en castellano quiere decir «Decatlón».

## Lista de canciones
| Lado A, Disco 1 |                                                        |                            |          |  |
| N.º             | Título                                                 | Intérprete                 | Duración |  |
| 1.              | «Venceremos» (1973)                                    | Inti-Illimani              | 2:33     |  |
| 2.              | «A desalambrar» (1974)                                 | Daniel Viglietti           | 2:09     |  |
| 3.              | «Marinero der Rückkehr» («Marinera del regreso», 1980) | Isabel Parra y Ángel Parra | 3:45     |  |
| 4.              | «Fusil contra fusil» (1972)                            | Silvio Rodríguez           | 2:44     |  |
| 5.              | «La consigna» (1979)                                   | Carlos Mejía Godoy         | 4:10     |  |
| 6.              | «Canción de la unidad latinoamericana» (1977)          | Manguaré                   | 3:54     |  |
| 7.              | «Poder popular» (1976)                                 | Santocas                   | 1:27     |  |
| 8.              | «El pueblo unido» (1978)                               | Quilapayún                 | 3:24     |  |
| 24:06           |                                                        |                            |          |  |

| Lado B, Disco 1 |                                     |                                                                   |          |  |
| N.º             | Título                              | Intérprete                                                        | Duración |  |
| 1.              | «Algunas bestias» (1980)            | Rundfunkchor Berlin, con María Farantoúri (conductor Theodorakis) | 3:44     |  |
| 2.              | «L'apprendista» (1979)              | Macchina Macheronica                                              | 5:38     |  |
| 3.              | «Regine» (1979)                     | Schicht                                                           | 2:53     |  |
| 4.              | «Baikal-Amur-Magistrale» (1975)     | Lingua                                                            | 2:02     |  |
| 5.              | «Swiecie Nasz (unsere Welt)» (1972) | Marek Grechuta ANAWA                                              | 6:07     |  |
| 6.              | «Fahnenlied» (1976)                 | Jahrgang '49                                                      | 3:00     |  |
| 23:24           |                                     |                                                                   |          |  |

| Lado A, Disco 2 |                                                  |                         |          |  |
| N.º             | Título                                           | Intérprete              | Duración |  |
| 1.              | «Ich kenne ein Land» (1979)                      | Floh de Cologne         | 3:18     |  |
| 2.              | «Ballade von Hans Dickhoff» (1972)               | Dieter Süverkrüp        | 4:54     |  |
| 3.              | «Kenen joukoissa seisot» (1972)                  | Agit-Prop y KOM-Theater | 2:32     |  |
| 4.              | «México '68» (1971)                              | Francesca Soleville     | 3:18     |  |
| 5.              | «Der lange Weg» (1977)                           | Bots                    | 4:11     |  |
| 6.              | «Kommt an den Tisch unter Pflaumenbäumen» (1977) | Franz Jozef Degerhardt  | 4:34     |  |
| 7.              | «The Winds are Singing Freedom» (1974)           | The Sands Family        | 4:16     |  |
| 27:03           |                                                  |                         |          |  |

| Lado B, Disco 2 |                                             |                                                           |          |  |
| N.º             | Título                                      | Intérprete                                                | Duración |  |
| 1.              | «Grândola, Vila Morena» (1975)              | José Afonso                                               | 2:37     |  |
| 2.              | «Ich grüsse die Revolutionäre» (1977)       | Gruppe der Palästinensischen Befreiungsorganisation (PLO) | 3:03     |  |
| 3.              | «Afrika» (1977)                             | Miriam Makeba                                             | 6:50     |  |
| 4.              | «Revolutionäres Heimatland oder Tod» (1979) | Gruppe Revolutionäres Lied                                | 3:22     |  |
| 5.              | «The Strangest Dream» (1980)                | Perry Friedman                                            | 3:27     |  |
| 6.              | «Vietnam Ho Chi Minh» (1977)                | Singegruppe Hanoi                                         | 2:12     |  |
| 7.              | «Wir sind überall» (1973)                   | Oktoberklub                                               | 2:57     |  |
| 27:42           |                                             |                                                           |          |  |